# لانس روبسون
لانس روبسون (بالإنجليزية: Lance Robson)‏ (27 ديسمبر 1939 بنيوكاسل أبون تاين في المملكة المتحدة - 1987) هو لاعب كرة قدم بريطاني في مركز الهجوم. لعب مع نادي هارتلبول يونايتد ونيوكاسل يونايتد ونادي سكاربورو وStockton F.C. ‏ ودارلينجتون إف سى.